# كوتيتسو يوساي ستراهاي
كوتيتسو يوساي ستراهاي (باليابانية: 鋼鉄要塞 シュトラール)، هي لعبة فيديو يابانية من نوع شوتم أب، تم عرضها على جهاز الأركيد سنة 1992، وأُعيدت الإصدار سنة 2020، وكانت من تطوير ونشر يو بي إل.